# Linaria platycalyx
Linaria platycalyx es una herbácea de la familia de las escrofulariáceas.

## Descripción
Planta herbácea anual de hasta 40 cm. Tallos glabros. Hojas en verticilos, de más de 3 mm de anchura, de ovado-elípticas  a elípticas, glabras. Flores amarillas, con espolón de hasta 12 mm. Semillas discoideas y con alas finas, tan anchas o más que el disco. Florece en primavera y verano.

## Distribución y hábitat
Endemismo rondeño muy abundante en el Macizo de Líbar, más raro en la Sierra del Oreganal, sierra de los Castillejos y peñón del Berrueco. También presente en la Sierra de Grazalema y Acinipo, en Andalucía en España. Habita en roquedos, pedregales y pastizales en la base de cantiles. Calizas. 400-1.400 m s. n. m.